# UK/DK: A Film About Punks and Skinheads
Pour plus de détails, voir Fiche technique et Distribution.
UK/DK: A Film About Punks and Skinheads est un film documentaire sorti en 1983, et réalisé par Christopher Collins et Ken Lawrence.

## Description

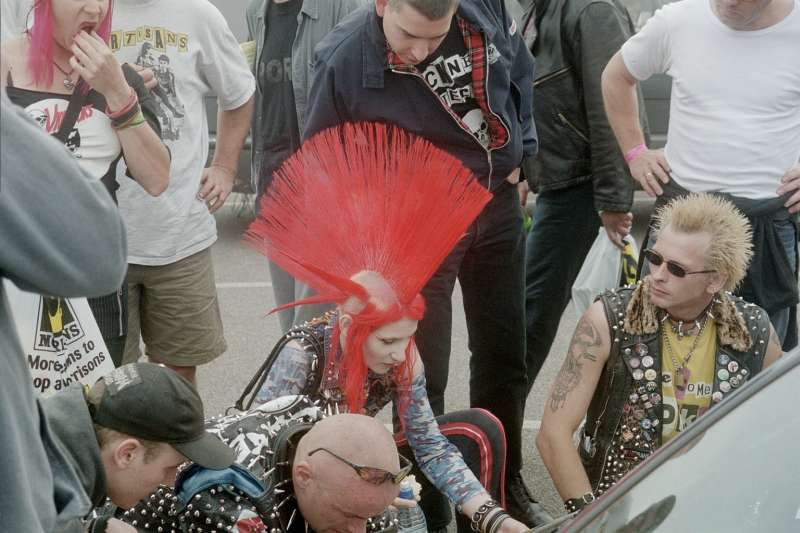
Punks.

Le film documentaire met en lumière la scène street punk et oi! du début des années 1980 en Grande-Bretagne. Il propose en 55 minutes un tour d'horizon assez large des groupes les plus représentatifs de ces genres musicaux : The Exploited, Chaos UK, The Varukers, ainsi que des groupes issus de la première vague punk : The Damned, The Adicts, etc. Il présente aussi en parallèle l'évolution des mouvements punk et skinheads.
Le visuel de présentation du documentaire porte en sous titres : The Following Acts Appear in the Film : The Exploited, Vice Squad, The Adicts, The Damned, Blitz, The Business, The Varukers, Chaos U.K et Disorder.
Le documentaire fait un bilan de l'évolution du mouvement punk, depuis son explosion en 1977. Plusieurs groupes de la première vague de punk rock ayant pris un tournant plus commercial et moins vindicatif, les groupes de la scène street punk on au contraire développé à la fois un son plus agressif et une éthique subversive, politisée, underground et attachée au do it yourself.
Le documentaire mêle des clips, extraits de concerts, des interviews avec les groupes, avec des journalistes musicaux et des fans,,.

## Bande originale
La bande son est sortie en vinyle en 1983 et en CD en 1995 sur le label Anagram Records. Elle contient les musiques présentes sur le documentaire, et des titres en plus.
Les différentes versions contiennent les titres suivants :
- USA - The Exploited
- Joker In The Pack - The Adicts
- No Security - Chaos UK
- Life - Disorder
- Blind Justice - The Business
- Fighter Pilot - The Vibrators
- Ignite - The Damned
- You Talk We Talk - Pressure
- Viva La Revolution - The Adicts
- Jerusalem - One Way System
- Soldier Boy - The Varukers
- 42nd Street - Angelic Upstarts
- Stand Strong Stand Proud (Live) - Vice Squad
- New Age - Blitz
- Lost Cause - Riot Squad
- No Government - Anti-Pasti
- Up Yer Bum - Peter and the Test Tube Babies
- Warriors - Blitz
- Stab The Judge - One Way System
- Sleeping - The Vibrators
- No Where Man - Anti Nowhere League
- Death Is Imminent - Broken Bones
- Limo Life - Urban Dogs